# Сарса-ла-Майор
Сарса-ла-Майор (ісп. Zarza la Mayor) — муніципалітет в Іспанії, у складі автономної спільноти Естремадура, у провінції Касерес. Населення — 1405 осіб (2010).

## Географія
Муніципалітет розташований на португальсько-іспанському кордоні.
Муніципалітет розташований на відстані близько 280 км на захід від Мадрида, 60 км на північний захід від Касереса.

## Демографія
Динаміка населення (INE ):

## Галерея зображень

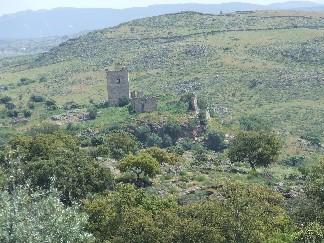
Замок Пеньяф'єль